# Sambabaca

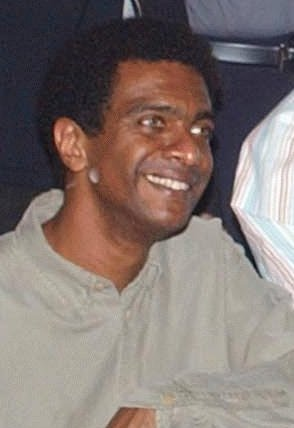
Helio de la Peña fez o papel de Nego Boiça no conjunto Sambabaca.

Sambabaca é um grupo de pagode fictício criado pela trupe do programa de TV Casseta & Planeta, que tem o objetivo de satirizar os grupos de pagode em geral. Dado que o pagode é um estilo musical originado do samba, fez-se a junção de samba com babaca, dando origem ao nome do grupo. O grupo era formado pelos comediantes Hubert, Marcelo Madureira e Hélio de la Peña, interpretando, respectivamente, Furico, Wanderglaysson Junior e Nego Boiça.
Ironizando a falta de criatividade na produção de canções, o Sambabaca terminava suas canções com o mesmo refrão, no mesmo ritmo:
Liga pra mim
Meu coração
Vai te pegar
Se tu não vem
Eu vou chorar
Liga pra mim!

A partir dessa letra, o Sambabaca lançava versões adaptadas às esquetes do grupo: natalina, música gospel, etc.